# ごらく亭
『ごらく亭』 (ごらくてい）は、小宮孝泰が立ち上げた役者たちによる落語と演芸の会。

## 役者の落語会

### 役者の落語会第1回「ごらく亭」のお中元
- 2011/7/2
- 会場：
- 松尾貴史『はてなの茶碗』、小宮孝泰『御神酒徳利』、曽世海司『狸の札』、松永玲子、二重丸 (太神楽）

### 役者の落語会第2回「ごらく亭」の夏休み
- 2012/8/9
- 会場：北沢タウンホール
- 昼の部：小宮孝泰『寝床』、松尾貴史『鷺とり』、山口良一『へっつい幽霊』、松永玲子、曽世海司『干物箱』、山口良一＆大森ヒロシ (漫才)、二重丸 (太神楽）
- 夜の部：松尾貴史、小宮孝泰『悋気の独楽』、ラサール石井『つる』、小倉久寛『蜘蛛駕籠』、松永玲子、曽世海司『ちりとてちん』、ラサール石井＆小倉久寛 (漫才)、二重丸 (太神楽）

### 役者の落語会第3回「ごらく亭」の夏休み2
- 2013/8/24
- 会場：日本大学芸術学部江古田校舎大ホール
- 前田一知、井之上隆志『代書屋』、松永玲子『ストレスの海13版』、山口良一＆大森ヒロシ (漫才)、松尾貴史『神も仏もアルマジロ』、曽世海司『不動坊』、ウクレレえいじ (漫談）、小宮孝泰『厩火事』

### 役者の落語会第4回「ごらく亭」の夏休み3
- 2014/8/31
- 会場：北沢タウンホール
- 昼の部：オオタスセリ『身内臓の話』、小宮孝泰『元犬』、山口良一＆大森ヒロシ (漫才)、曽世海司『宮戸川』、山口良一『たいこ腹』、二重丸 (太神楽）、松尾貴史『一文笛』、出演者全員・お座敷芝居『のまたり』
- 夜の部：オオタスセリ『ＯＬ日記』、曽世海司『禁酒番屋』、山口良一＆大森ヒロシ (漫才)、松尾貴史『看板のピン』、ラサール石井『錦の袈裟』、あかつ『相撲形態模写』、小宮孝泰『抜け雀』、出演者全員・お座敷芝居『のまたり』

### 役者の落語会第5回「ごらく亭」スペシャル
- 2015/9/19
- 会場：烏山区民会館ホール
- 昼の部：前田一知、オオタスセリ『善人のススメ』、小宮孝泰『権助魚』、山口良一＆大森ヒロシ (漫才)、曽世海司『粗忽長屋』、坂崎幸之助『ギター漫談』、山口良一『へっつい幽霊』、ウクレレえいじ、松尾貴史『天狗裁き』
- 夜の部：前田一知、オオタスセリ『ＯＬ日記・待ち合わせ』、松尾貴史『鷺とり』、山口良一＆大森ヒロシ (漫才)、曽世海司『明烏』、坂崎幸之助『ギター漫談』、二重丸 (太神楽）、小宮孝泰『青菜』

### 役者の落語会第6回「ごらく亭」のピアニッシモな夏休み
- 2016/7/30
- 会場：角筈区民ホール
- 鬼頭真也『転失気』、オオタスセリ『小説の女』、ラサール石井『壺算』、山口良一＆大森ヒロシ (漫才)、小宮孝泰『そば清』、山口良一『道具屋』、曽世海司『井戸の茶碗』、二重丸 (太神楽）

### 役者の落語会第7回「ごらく亭」冬の陣
- 2017/2/5
- 会場：下北沢本多劇場
- オオタスセリ『瀬戸際の女』、小宮孝泰『長短』、曽世海司『ちりとてちん』、山口良一『黄金の大黒』、松尾貴史『はてなの茶碗』、山口良一＆大森ヒロシ(漫才)、二重丸(太神楽)、松尾貴史＆小宮孝泰＆松永玲子ほかコントお座敷芝居『浮世根問い』

### 役者の落語会第8回「ごらく亭」の夏休み
- 2017/9/2
- 会場：烏山区民会館ホール
- 鬼頭真也『目薬』、ラサール石井『風呂敷 (落語)』、オオタスセリ『アルコールの害』、山口良一＆大森ヒロシ(漫才)、曽世海司『桃太郎 (落語)』、松尾貴史『壺算』、山口良一『猫と金魚』、ウクレレえいじ(漫談）、二重丸(太神楽)、小宮孝泰『佐々木裁き』

### 役者の落語会第9回「ごらく亭」の夏休みコント赤信号スペシャル
- 2018/8/18
- 会場：あうるすぽっと
- 鬼頭真也『ろくろ首 (落語)』、オオタスセリ『骨董屋』、小宮孝泰『粗忽の釘』、渡辺正行『時そば』、山口良一『長命』、ラサール石井『死神  (落語)』、山口良一＆大森ヒロシ (漫才)、松尾貴史(小魔術）、二重丸(太神楽）、コント赤信号 (コント）、曽世海司『不動坊』

### 役者の落語会第10回「ごらく亭」の夏休み
- 2019/9/28
- 会場：烏山区民会館ホール
- 鬼頭真也『初天神』、オオタスセリ『冬のコントリスペクト』、山口良一＆大森ヒロシ (漫才)、山口良一『うどん屋』、松尾貴史『鷺とり』、二重丸 (太神楽）、小宮孝泰『富久』、曽世海司『かつぎや』

### 役者の落語会第11回「ごらく亭」の夏休み
- 2020/8/24
- 会場：角筈区民ホール
- 山口良一『狸の礼』、二重丸 (太神楽）、オオタスセリ『お局OL日記・コロナ騒動』、小宮孝泰『だくだく』、山口良一＆大森ヒロシ (漫才)、松尾貴史『看板のピン』、鬼頭真也『動物園』、山本光洋 (お喋りマイム）、曽世海司『八五郎出世』

### 役者の落語会第12回「ごらく亭」の夏休み
- 2021/9/24[2]
- 会場：杉並公会堂小ホール
- 山口良一『呑める』、二重丸 (太神楽）、鬼頭真也『お見立て』、山口良一＆大森ヒロシ (漫才)、曽世海司『転失気』、コント (小宮孝泰・大森ヒロシ・曽世海司）『ゴミ出し』、オオタスセリ『オリジナル新作落語』、小宮孝泰『ハンカチ』、

### 役者の落語会第13回「ごらく亭」の夏休み
- 2022/8/13[3]
- 会場：角筈区民ホール
- 山口良一『道具屋』、オオタスセリ『オリジナル新作落語』、山口良一＆大森ヒロシ (漫才)、小宮孝泰・山口良一・大森ヒロシ・曽世海司・オオタスセリ・高橋沙良『 (お座敷芝居）文七元結』、鬼頭真也『小言念仏』、横浜銀蠅・翔『都都逸親子 (落語)』、小宮孝泰『佃祭』、曽世海司『堀の内 (落語)』

## 番外

### 「ごらく亭」ピアニッシモ
- 2018/5/13
- 会場：上越文化会館中ホール
- 小宮孝泰『厩火事』、山口良一『真田小僧』、山口良一＆大森ヒロシ (コント：いくべ)、曽世海司『禁酒番屋』

### 「ごらく亭[上越文化会館]第2弾」
- 2019/4/7[4]
- 会場：上越文化会館大ホール
- 小宮孝泰、ラサール石井、山口良一、大森ヒロシ

### 「ごらく亭[上越文化会館]第3弾」
- 2021/4/25
- 会場：上越文化会館大ホール
- 小宮孝泰『抜け雀』、ラサール石井『鹿政談』、二重丸 (太神楽）、曽世海司『粗忽長屋』